# Liste von Vornamen/M
Diese Unterseite der Liste von Vornamen enthält Vornamen, die mit dem Buchstaben M beginnen.
Männliche Vornamen sind mit dem Symbol ♂ und weibliche Vornamen mit dem Symbol ♀ markiert.

## Ma
Ma ♀,
Maarten ♂,
Mabel ♀,
Maciej ♂,
Macy ♀, 
Maddie ♀,
Maddox ♂,
Madelon ♀,
Madison ♀,
Madita ♀,
Madjid ♂,
Madlena ♀,
Madlenka ♀,
Mads ♂,
Madschid ♂,
Mady ♀,
Maëlle ♀,
Maeve ♀,
Mafalda ♀,
Magali ♀,
Magalie ♀,
Magaly ♀,
Magd ♂,
Magdalena ♀,
Magdolina ♀,
Maggie ♀,
Magnus ♂,
Magnús ♂,
Maher ♂,
Mahir ♂,
Mahmud ♂,
Mahmut ♂,
Mahnaz ♀, 
Mahsa ♀,
Maia ♀,
Maicon ♂,
Maiga ♀,
Maik ♂,
Maike ♀,
Maiken ♀,
Maila ♀,
Máire ♀,
Mairéad ♀, 
Maisie ♀, 
Mait ♂,
Maite ♀,
Maïwenn ♀,
Maja ♀,
Makeda ♀,
Makonnen ♂,
Makoto ♂♀,
Maksim ♂, 
Maksym ♂, 
Mala ♀,
Malachi ♂,
Malachias ♂,
Malaika ♀, 
Malcolm ♂,
Maleen ♀,
Maleika ♀, 
Małgorzata ♀,
Malick ♂,
Maliheh ♀, 
Malik ♂,
Malika ♀,
Malin ♂♀,
Malina ♀,
Malinee ♀,
Malte ♂,
Malvin ♂,
Malvina ♀,
Malwida ♀,
Malwine ♀,
Mamadou ♂,
Mamercus ♂,
Mamertus ♂,
Mandana ♀,
Mandane ♀,
Mandy ♀♂,
Manfred ♂,
Manfredas ♂, 
Manfried ♂,
Manius ♂,
Manja ♀,
Manjusha ♀,
Manlio ♂, 
Manolo ♂,
Måns ♂,
Mansueto ♂,
Mantas ♂, 
Mantė ♀, 
Manu ♂♀,
Manuel ♂,
Manuela ♀,
Mara ♀,
Marat ♂,
Marc ♂,
Marcel ♂,
Marcelijus ♂, 
Marcelino ♂,
Marcella ♀,
Marcellin ♂,
Marcellino ♂,
Marcello ♂,
Marcellus ♂,
Marcelo ♂,
Marcia ♀,
Marco ♂,
Marcos ♂, 
Mareen ♀,
Marei ♀,
Mareike ♀,
Mareile ♀,
Mareke ♀,
Maren ♀,
Maresa ♀,
Maret ♀,
Märet ♀,
Marete ♀,
Margaret ♀,
Margareta ♀,
Margarete ♀,
Marge ♀,
Margery ♀,
Margo ♀, 
Margot ♀,
Margret ♀,
Marguerite ♀♂,
Maria ♂♀,
Mariama ♀,
Mariamne ♀,
Marian ♂♀, 
Marián ♂,
Mariana ♀,
Mariann ♀,
Marianne ♀,
Mariano ♂,
Marianus ♂,
Marie ♂♀,
Marie-Jeanne ♀,
Marieke ♀,
Mariel ♀,
Mariele ♀,
Mariella ♀,
Marielle ♀,
Marie-Louise ♀,
Marie-Theres ♀,
Marietta ♀,
Marigona ♀, 
Marija ♀, 
Marijan ♂, 
Marijana ♀, 
Marijke ♀,
Marijona ♀, 
Marijonas ♂, 
Marijus ♂, 
Marika ♀,
Mariko ♀,
Marilyn ♀,
Marin ♂♀, 
Marín ♀,
Marina ♀, 
Marinko ♂,
Marinus ♂,
Mario ♂,
Marion ♂♀,
Maris ♂, 
Māris ♂,
Marisa ♀,
Mariska ♀,
Marisol ♀,
Mariss ♂, 
Marissa ♀,
Marit ♀,
Marita ♀,
Maritta ♀,
Marius ♂,
Marja ♀,
Marjana ♀,
Marjorie ♀,
Mark ♂,
Markku ♂,
Marko ♂,
Marku ♂,
Markus ♂,
Marleen ♀,
Marlene ♀,
Marlies ♀,
Marlis ♀,
Marloes ♀,
Marlous ♀,
Marla ♀,
Marlo ♂♀,
Marlon ♂,
Marlyn ♀,
Marnie ♀,
Marnix ♂,
Marno ♂,
Maros ♂,
Marshall ♂,
Marsieh ♀,
Mart ♂,
Märt ♂,
Marta ♀,
Märta ♀,
Marteinn ♂,
Mårten ♂,
Martha ♀,
Märtha ♀,
Marthe ♀♂,
Marti ♂,
Martin ♂,
Martina ♀,
Martine ♀,
Martino ♂,
Márton ♂,
Martti ♂,
Martynas ♂, 
Maruschka ♀,
Marvin ♂,
Marwan ♂,
Marx ♂,
Mary ♀,
Maryam ♀,
Mary-Ann ♀,
Maryse ♀,
Marysia ♀,
Marzel ♂,
Marzena ♀,
Marzia ♀,
Marzieh (s. Marsieh) ♀,
Masahiro ♂,
Masahito ♂,
Masako ♀,
Masanori ♂,
Mascha ♀,
Mason ♂,
Massimiliano ♂,
Massimo ♂,
Masud ♂,
Mata ♀, 
Matabruna ♀, 
Matan ♂,
Matana ♀, 
Matangini ♀, 
Matauika ♀,
Máté ♂,
Matea ♀,
Matej ♂,
Matěj ♂,
Mateja ♂♀,
Mateo ♂,
Mateusz ♂,
Mathieu ♂,
Mathilde ♀,
Matija ♂,
Matjaž ♂,
Mato ♂,
Mats ♂,
Matt ♂,
Mattan ♂,
Mattea ♀,
Matteo ♂,
Matthäa ♀,
Matthäus ♂,
Matthea ♀,
Mattheo ♂,
Matthes ♂,
Matthew ♂,
Matthias ♂,
Matti ♂,
Mattia ♂,
Mattias ♂,
Matts ♂,
Maud ♀,
Mauno ♂,
Maura ♀,
Maureen ♀,
Mauri ♂,
Maurice ♂,
Maurits ♂,
Mauritz ♂,
Maurizio ♂,
Mauro ♂,
Maurus ♂,
Mavis ♀,
Maxamed ♂, 
Maxence ♂,
Maxentius ♂,
Maxi ♀♂,
Máxima ♀,
Maxime ♂,
Maximilian ♂,
Maximiliane ♀,
Maximus ♂,
Maxwell ♂,
Maxym ♂, 
May ♀,
Maya ♀,
Maylis ♀,
Maynard ♂,
Mazarine ♀, 
Mazda ♂,
Mazhar ♂,
Mazin ♂,
Māzin ♂,
Mazlum ♂,
Mazlume ♀,

## Mb
Mbaye ♂♀,

## Me
Meara ♀,
Mechthild ♀,
Mečislovas ♂, 
Mečys ♂, 
Medard ♂,
Medardas ♂, 
Medardo ♂,
Medgar ♂,
Medina ♀, 
Meena ♀,
Megan ♀,
Mégane ♀,
Megumi ♀,
Mehdi ♂, 
Mehmet ♂,
Mehrdad ♂,
Mehrzad ♂♀,
Mehtap ♀,
Meike ♀,
Meiko ♀♂,
Meilė ♀, 
Meinhard ♂,
Meinhart ♂,
Meinolf ♂,
Meinrad ♂,
Mela ♀,
Melanie ♀,
Melchior ♂,
Melek ♀,
Melena ♀,
Meles ♂,
Melih ♂,
Meliha ♀,
Melike ♀,
Melina ♀,
Meline ♀,
Melis ♂♀,
Melisa ♀,
Melisende ♀,
Melissa ♀,
Melitta ♀,
Melody ♀,
Meltem ♀,
Melusine ♀,
Melvin ♂,
Memduh ♂,
Memiş ♂,
Mena ♀,
Menas ♂,
Mendel ♂,
Mendy ♀,
Menekşe ♀,
Menne ♂,
Menno ♂,
Meno ♂,
Menowin ♂,
Mentuhotep ♂♀,
Menzies ♂,
Meo ♂,
Merab ♂,
Merab ♀,
Meral ♂♀,
Mercan ♀,
Mercedes ♀,
Meredith ♀♂,
Meret ♀,
Merete ♀,
Merethe ♀,
Mergim ♂,
Mërgim ♂, 
Mërgime ♀, 
Meri ♀,
Merian ♂,
Meriç ♂♀,
Merit ♀,
Merle ♂♀,
Merlin ♂♀,
Merrit ♀,
Mert ♂,
Mertcan ♂,
Merten ♂,
Merve ♀,
Mervyn ♂,
Méry ♀,
Meryl ♀,
Messapos ♂,
Mesut ♂,
Meta ♀,
Mete ♂,
Metehan ♂,
Metello ♂,
Metin ♂,
Metschyslau ♂,
Mette ♀,
Mevaip ♂, 
Mevlit ♂,
Mevlüt ♂,

## Mi
Mia ♀,
Micaela ♀,
Micha ♂,
Michael ♂,
Michaela ♀,
Michail ♂,
Michal ♂♀,
Michał ♂,
Michalina ♀,
Mícheál ♂,
Michel ♂,
Michela ♀,
Michelangelo ♂,
Michele ♀♂,
Michèle ♀,
Micheline ♀,
Michelle ♀,
Michiel ♂,
Michiko ♀,
Mick ♂,
Mickey ♂,
Micol ♀,
Midhat ♂,
Mieke ♀,
Mieszko ♂,
Mieze ♀,
Mıgırdiç ♂, 
Miglutė ♀, 
Miguel ♂,
Mihaela ♀,
Mihai ♂,
Mihály ♂,
Mihkel ♂,
Mihri ♂♀,
Miika ♂,
Miikka ♂,
Mijou ♀,
Mika ♂♀,
Mikael ♂,
Mikail ♂,
Mikalojus ♂, 
Mikiko ♀,
Mikk ♂,
Mikkel ♂,
Mikko ♂,
Mikławš ♂,
Miklós ♂,
Mikołaj ♂,
Miksa ♂,
Mikuláš ♂,
Mila ♀,
Míla ♀,
Milad ♂, 
Milada ♀, 
Milan ♂,
Mildred ♀,
Milena ♀,
Miles ♂,
Miley ♀,
Milka ♀,
Milla ♀,
Millard ♂,
Miller ♂,
Millicent ♀,
Milonja ♀,
Milorad ♂,
Miloš ♂,
Miloslav ♂,
Milton ♂,
Minako ♀,
Minard ♂, 
Mindaugas ♂, 
Min-ho ♂,
Minik ♂♀,
Minoru ♂, 
Mio ♂,
Miquel ♂,
Mira ♀,
Miraç ♂,
Miralem ♂,
Miranda ♀, 
Mircea ♂,
Mireille ♀,
Mirela ♀,
Miriam ♀,
Mirja ♀,
Mirka ♀,
Mirko ♂,
Mirosława ♀,
Mirsad ♂,
Mirsada ♀,
Mirta ♀,
Mirza ♂,
Misao ♀♂,
Mischa ♂♀,
Mischal ♂,
Misha ♂♀,
Mitch ♂,
Mitchell ♂,
Mithat ♂,
Mithridates ♂,
Mitja ♂,
Mitsuo ♂,
Mitsuru ♂, 
Miyoko ♀,
Mizgin ♂♀,

## Ml
Mladen ♂,

## Mo
Moacir ♂,
Moacyr ♂,
Moana ♀,
Modest ♂,
Modestus ♂,
Modibo ♂,
Moe ♂,
Mogens ♂,
Mohammed ♂,
Mohavana ♀,
Mohsen ♂,
Moidele ♀,
Moisés ♂,
Moisès ♂,
Moishe ♂,
Mojmir ♂,
Moll ♀,
Molly ♀,
Momme ♂,
Momo ♀,
Momodou ♂,
Mona ♀,
Moncef ♂,
Möngke ♂♀,
Monica ♀,
Monika ♀,
Monique ♀,
Monsalve ♂,
Montgomery ♂,
Monty ♂,
Mora ♀,
Mordechai ♂,
Morgan ♂♀,
Moritz ♂,
Morley ♂,
Morris ♂,
Morten ♂,
Mortimer ♂,
Morton ♂,
Mosche ♂,
Mose ♂,
Moses ♂,
Motiejus ♂, 
Mouloud ♂, 
Mourad ♂,
Moylan ♂,

## Ms
Mstislaw ♂,

## Mu
Muammar ♂,
Muammer ♂♀,
Mücahit ♂,
Müfit ♂, 
Muharrem ♂,
Muhittin ♂,
Muhlis ♂,
Muhlise ♀,
Muhsin ♂,
Müjdat ♂,
Mukadder ♂♀,
Mümin ♂, 
Mümine ♀, 
Munir ♂,
Münir ♂,
Munira ♀,
Münire ♀,
Murad ♂,
Murat ♂,
Murathan ♂,
Muriel ♀,
Murray ♂,
Muslum ♂,
Müslüm ♂,
Mustafa ♂,
Mutlu ♀♂,
Muzafer ♂, 
Muzafere ♀, 
Muzaffer ♂,

## My
My ♀,
Mycle ♂,
Myfanwy ♀,
Mykola ♂,
Mykolas ♂,
Myles ♂,
Myra ♀,
Myriana ♀,
Myron ♂,
Myrtille;♀,
Myrtle ♀,
Myvanwy ♀,